# (22260) Ur
(22260) Ur ist ein Asteroid des mittleren Hauptgürtels, der am 19. Oktober 1979 von dem tschechischen Astronomen Antonín Mrkos am Kleť-Observatorium (IAU-Code 046) bei Český Krumlov entdeckt wurde.
Der Asteroid ist nach der mesopotamischen Stadt Ur benannt. Die Benennung erfolgte auf Vorschlag der tschechischen Astronomin Jana Tichá durch die Internationale Astronomische Union (IAU) am 9. Mai 2001. Die Buchstabenkodierung der provisorischen Bezeichnung des Asteroiden, 1979 UR, welche für das Entdeckungsdatum steht, ist in diesem Fall identisch mit der Benennung. In Ur befindet sich die Zikkurat des Mondgottes Nanna. Aus diesem Grund wurde schon 1985 ein Sulcus (Furche oder Rinne) auf dem Jupitermond Ganymed nach Ur benannt: Ur Sulcus.